# Aeropuerto Nacional Capitán Rogelio Castillo

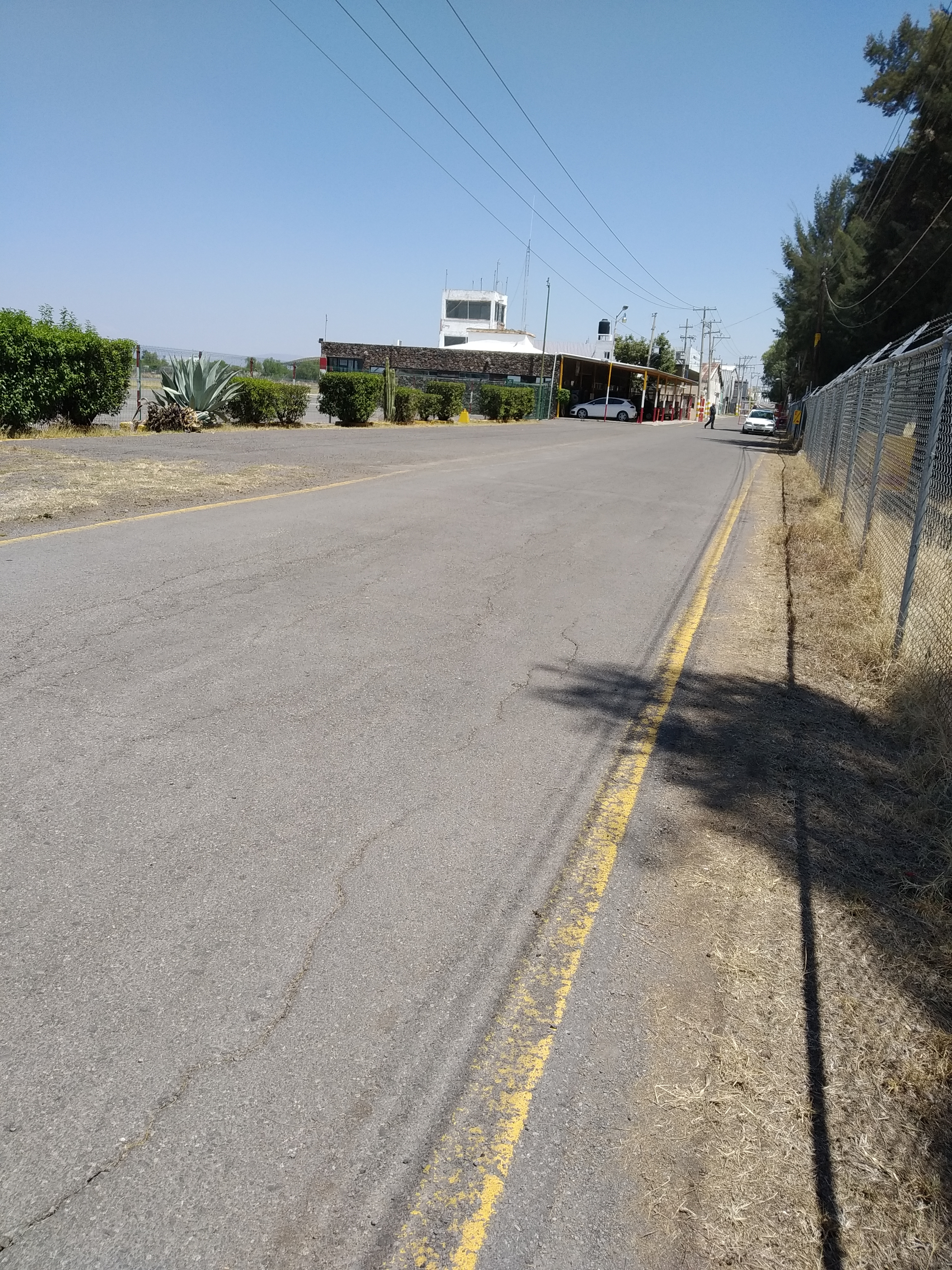
Edificio terminal y torre de control del Aeropuerto de Celaya.

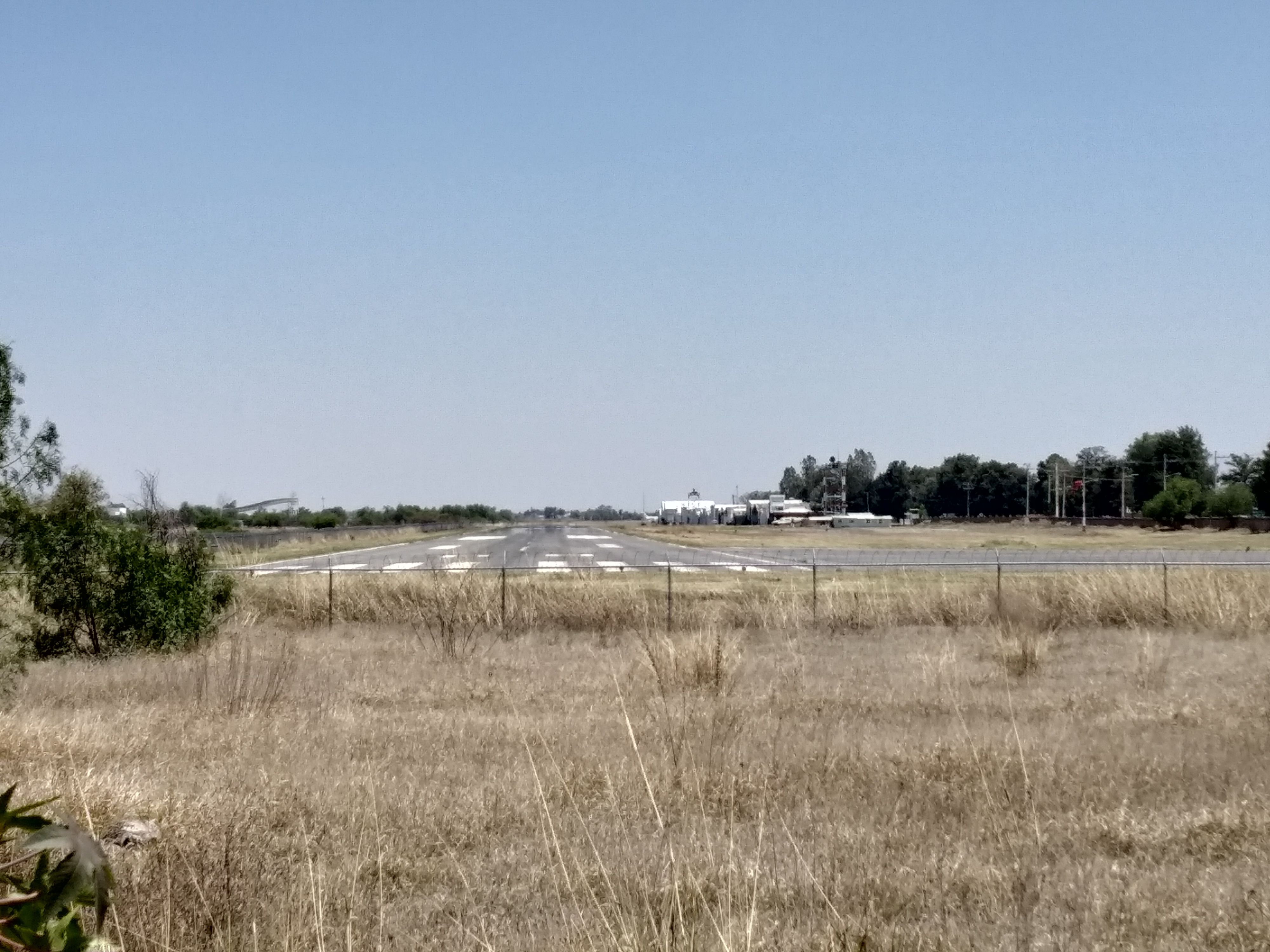
Vista desde la cabecera 08

El Aeropuerto Nacional Capitán Rogelio Castillo o Aeropuerto de Celaya (Código IATA: CYW - Código OACI: MMCY - Código DGAC: CYA), es un aeropuerto localizado en Celaya, Guanajuato, México. Maneja el tráfico aéreo de la ciudad de Celaya y la zona del Bajío principalmente, sin dejar de recibir vuelos nacionales de aviación general. Se localiza a 15 minutos del centro de la ciudad y es usado generalmente para propósitos de aviación general. Es operado por el Patronato del Aeropuerto de Celaya, una corporación privada a quienes les fue otorgada una concesión por parte del municipio de la ciudad para realizar los trabajos pertinentes. Cuenta con una pista de 1920 metros de largo y 27 metros de ancho con rampas de viraje en ambas cabeceras, plataforma de aviación y diversos hangares.

## Información
Su pista de aterrizaje mide 1900 metros de largo. Durante la existencia de Aero Sudpacífico se operaron rutas de forma regular hacia los aeropuertos de Monterrey, Morelia, Querétaro, Uruapan y Zihuatanejo entre 1993 y 1995. Tuvo durante 2007 vuelos comerciales en la ruta Celaya - Querétaro - Monterrey y Celaya - Querétaro - Ciudad de México, operados por la compañía Aeromar. El aeropuerto tuvo algunos vuelos a Ixtapa-Zihuatanejo en noviembre de 2004, pero ambos servicios fueron cancelados debido a la poca afluencia de pasajeros.
Actualmente Global Air empresa chartera opera en este aeropuerto un hangar de mantenimiento para sus B737-200.
El aeropuerto está en espera del proceso de modernización ante el aumento de tráfico aéreo motivado por la construcción de la armadora de autos Honda en la ciudad y la armadora de autos Mazda en el municipio de Salamanca a 40 km de Celaya.
Para el 2014, Celaya recibió a 14 pasajeros, según datos publicados por Agencia Federal de Aviación Civil.
En 2023 en el aeropuerto de Celaya tenían su base 72 aeronaves, de las cuales 43 eran de ala fija, 3 de ala rotativa, 1 ultraligero y 25 globos aerostáticos.

## Estadísticas

### Tráfico anual
Sólo se muestra muestran vuelos comerciales regulares y vuelos de fletamento, no se incluyen vuelos militares ni de aviación general.
| Año  | Vuelos | Pasajeros | Movimiento de carga (kg) | Año  | Vuelos | Pasajeros | Movimiento de carga (kg) |
| 1993 | 8      | 148       | 0                        | 2004 | 7      | 139       | 0                        |
| 1994 | 1      | 17        | 0                        | 2005 | 0      | 0         | 0                        |
| 1995 | 41     | 284       | 0                        | 2006 | 0      | 0         | 0                        |
| 1996 | 0      | 0         | 0                        | 2007 | 1,031  | 3,318     | 6,453                    |
| 1997 | 0      | 0         | 0                        | 2008 | 251    | 680       | 215                      |
| 1998 | 0      | 0         | 0                        | 2009 | 0      | 0         | 0                        |
| 1999 | 0      | 0         | 0                        | 2010 | 0      | 0         | 0                        |
| 2000 | 0      | 0         | 0                        | 2011 | 2      | 0         | 500                      |
| 2001 | 2      | 55        | 0                        | 2012 | 26     | 1,739     | 0                        |
| 2002 | 2      | 55        | 0                        | 2013 | 6      | 100       | 170                      |
| 2003 | 14     | 264       | 0                        | 2014 | 5      | 14        | 375                      |
| ---- | ------ | --------- | ------------------------ | ---- | ------ | --------- | ------------------------ |

## Accidentes e incidentes
- El 22 de abril de 2015 fue sustraída sin autorización del propietario una aeronave Cessna 210E con matrícula XB-KFV por 3 sujetos en el Aeropuerto de Celaya. La aeronave fue encontrada después en el Aeropuerto de Tepic, lo cual dio inicio a una averiguación por parte de la PGR.[6][7][8]

- El 15 de agosto de 2015 la aeronave Cessna 182 con matrícula XB-HLN partió de Uruapan, a los pocos minutos presentó una falla mecánica por lo que intentó regresar al aeropuerto para realizar un aterrizaje forzoso el cual no logró concretar, estrellándose en una huerta de aguacates y dejando un muerto y 2 heridos. La aeronave tenía como destino Celaya.[9][10][11][12]

- El 30 de enero de 2016 fue robada la aeronave Rockwell Sabreliner 80 con matrícula N380CF, dicha aeronave despegó del Aeropuerto de Celaya sin plan de vuelo y sin contactar a la torre del mismo. La aeronave aterrizó en el Aeropuerto de Querétaro aperentemente sin problemas, por lo que se le instruyó ir a plataforma, sin embargo la aeronave siguió rodando hasta salirse de la pista. La aeronave presentó daños en el frente y la parte inferior. La tripulación logró escapar del lugar del siniestro.[13][14][14][15]

- El 2 de mayo de 2017 partió de Celaya con destino al Aeropuerto de Veracruz la aeronave Cessna 182P con matrícula N6755M la cual sufrió una falla mecánica y tuvo que aterrizar de emergencia en tierras de cultivo del municipio de Apan sin dejar personas heridas.[16][17][18][19]

- El 15 de marzo de 2018 una aeronave Cessna 150K Aerobat con matrícula XB-JKD de la Escuela de Vuelo AVOLO sufrió un fallo de motor mientras cubría su ruta entre el Aeropuerto de Celaya y el Aeropuerto de Querétaro, obligando a los ocupantes a realizar un aterrizaje forzoso en un campo de cultivo cerca de Apaseo el Grande. Los 2 tripulantes resultaron heridos.[20][21]

- El 29 de octubre de 2021 una aeronave Piper PA-25-235 Pawnee D con matrícula XB-AVL que realizaba un vuelo local para fumigación se estrelló en una zona residencial de la ciudad de Celaya, causando daños materiales a la aeronave, residencias y vehículos en tierra. El piloto resultó lesionado.[22][23]

- El 23 de mayo de 2022 una aeronave Ted Smith Aerostar 601P con matrícula N66CG que operaba un vuelo privado entre el Aeropuerto de Celaya y el Aeropuerto de Durango se precipitó a tierra impactando contra terreno cerca del poblado de Ceballos en el municipio de Durango, destruyendo la aeronave y matando a sus dos ocupantes.[24][25][26]

- El 30 de diciembre de 2022 una aeronave Canadair CL-600S Challenger con matrícula XB-SGV que operaba un vuelo privado entre el Aeropuerto de Celaya y el Aeropuerto de Saltillo se precipitó a tierra en el municipio de Venado, estrellándose, destruyendo la aeronave y dejando sin vida a los dos tripulantes.[27][28]